# Металургійний комбінат у Джубайлі
Металургійний комбінат у Джубайлі – найбільше підриємство чорної металургії Саудівської Аравії, яке діє на східному узбережжі країни у потужній індустріальній зоні Джубайль.
Розвитком металургійного майданчику в Джубайлі опікується компанія Saudi Iron and Steel Company (Hadeed), що належить корпорації SABIC (переважно діє у галузі нафтохімії та виробництва добрив). Комбінат пройшов через кілька етапів розвитку, основними подіями якого були:
- запуск у 1983-му двох установок прямого відновлення заліза (Hadeed A та Hadeed B) потужністю по 400 тисяч тон на рік, електросталеплавильного цеху потужністю 800 тисяч тон та двох прокатних станів, розрахованих на випуск 800 тисяч тон довгомірного прокату (арматура та котушка). В подальшому Hadeed A та Hadeed B пройшли модернізацію та наразі мають сукупну потужність на рівні 1,5 млн тон, тоді як прокатне виробництво у 1988-му було модернізоване до рівня у 1,2 млн тон арматури та 0,7 млн тон котушки;
- введення у 1993-му установки прямого відновлення заліза Hadeed C річною потужністю 1 млн тон та прокатного стану, здатного випускати 0,8 млн тон арматури. Відбувалось і підсилення сталеплавильного виробництва, яке вже мало три електросталеплавильні печі та належні до них машини безперервного виливу заготовки сукупною потужністю 3 млн тон;
- запуск в 1998 – 1999 роках установки прямого відновлення заліза Hadeed D річною потужністю 1,1 млн тон, електросталеплавильної печі №4 та слябової машини безперевного виливу потужністю 1 млн тон та прокатного стану, що може випускати 0,8 млн тон плаского прокату;
- введення в 2005-му прокатного стану, розрахованого на випуск 0,5 млн тон арматури та котушки (в подальшому модернізований до рівня у 0,7 млн тон);
- введення у 2006 – 2007 роках установки прямого відновлення заліза Hadeed Е річною потужністю 1,75 млн тон, електросталеплавильного комплексу потужністю 1,2 млн тон (піч №5 ємінстю 150 тон, слябова машини безперевного виливу та піч-ківш) та прокатного стану, що може випускати 1,2 млн тон плаского прокату;
- запуск в 2013-му електросталеплавильної печі №6 та сортової машини безперевного виливу потужністю 1 млн тон на рік, а також прокатного стану потужністю 0,5 млн тон котушки.
Таким чином, станом на початок 2020-х комбінат має 5 установок прямого відновлення сукупною річною потужністю понад 5,3 млн тон, 6 електросталеплавильних печей, розрахованих на випуск до 6,2 млн тон сталі, та прокатні стани з сукупним річним показником 5,9 млн тон (в тому числі 3,9 млн тон довгомірного та 2 млн тон плаского прокату).
Технологія прямого відновлення потребує великих обсягів природного газу, який надходить до Джубайлю по трубопроводах Беррі – Джубайль, Утманія – Беррі, Хурсанія – Беррі, Васіт – Беррі, а з середини 2020-х зможе також надходити по газопроводу Танаджиб – Джубайль.
Феросплави може постачати розташований поряд завод компанії SABAYEK.